# Reacció d'eliminació

Reacció d'eliminació de ciclohexanol a ciclohexè amb àcid sulfúric i calor

Una reacció d'eliminació és un tipus de reacció orgànica en la qual dos substituents són eliminats d'una molècula en un mecanisme que consta d'un o dos passos, anomenada E2 o E1, respectivament.

## Mecanisme E2
La reacció E2 o eliminació bimolecular (model proposat el 1920 per Sir Christopher Ingold) consta d'un sol pas, en el qual es passa per un estat de transició.
En aquesta reacció l'àtom d'hidrogen, els dos àtoms de carboni i el grup sortint es troben en el mateix pla. L'atac de la base al protó es produeix de forma simultània a la sortida del grup sortint, que es troba necessàriament al costat oposat de la molècula (conformació antiperiplanar). Si aquesta conformació no es pot assolir la reacció no té lloc.

## Mecanisme E1
La reacció E1 o eliminació unimolecular consta de dos passos: ionització i desprotonació: 
- Ionització: primer de tot es trenca l'enllaç entre el carboni i el grup sortint, donant un intermedi carbocatió.
- Desprotonació: seguidament es produeix la desprotonació de l'itermedi.

Aquesta reacció és típica d'halurs d'alquil terciaris i d'alguns secundaris. La velocitat de reacció depèn únicament de la concentració d'halur d'alquil, ja que la formació del carbocatió és l'etapa limitant.